# Diego Jara
Diego Daniel Jara (Concordia, Provincia de Entre Ríos, Argentina; 4 de octubre de 1982) es un futbolista argentino. Juega como delantero y su primer equipo fue Sportivo Las Heras. Actualmente milita en el Cultural Aranguren. 
En total a lo largo de su carrera consiguió siete ascensos: uno con Colegiales de Concordia, dos con Patronato de Paraná, dos con Central Córdoba de Santiago del Estero y dos con Racing de Córdoba.

## Trayectoria
Empezó su carrera en Sportivo Las Heras pero su explosión se dio en Colegiales de Concordia, donde fue goleador y ascendió al Torneo Argentino B en el 2007.
Patronato de Paraná lo contrató antes que su competidor Crucero del Norte quien también lo tenía bajo observación, para reemplazar al Loco José Luis Marzo. En el Torneo Argentino A, el punta fue fundamental en el ascenso del 2009/2010 (máximo artillero con 27 goles). Su paso por la Primera B Nacional también fue prolífico con 20 goles en una temporada y media.
Su gran actuación hizo que varios equipos lo tengan en lista, como Sporting de Lisboa, Olimpo de Bahía Blanca, Colón de Santa Fe, Newell's Old Boys, River Plate, entre otros clubes argentinos y europeos. Pero fue Unión de Santa Fe quien finalmente lo fichó para el Torneo Clausura 2012 por la compra del 80% del pase y la cesión de Matías Quiroga por seis meses con opción de compra, quien luego de la cesión fue transferido a Gimnasia y Esgrima La Plata. El contrato de "La Joya" con Unión es por dos años y medio.
Su primer gol lo anotó contra Racing, y además marcó un gol en el clásico santafesino para que Unión logre un empate después de ir perdiendo 2 a 0 contra Colón. También ejecuta un penal en tiempo de descuento cuando Unión perdía 2 a 1 y con su gol, logra el empate esperado.
En enero del 2014 pasa a Atlético Tucumán, club al cual fue cedido por 6 meses. Su primer gol sería ante Instituto de Córdoba en el empate 2 a 2, el segundo donde disparó de 30 metros y convirtió el segundo gol en la goleada 3 a 0 ante Douglas Haig de Pergamino. En su segunda temporada con Atlético Tucumán convierte goles a Temperley (2) y a Sarmiento de Junín (1). 
En 2015 se produce su regreso a Patronato de Paraná, donde logra el ascenso a Primera División tras una gran temporada en la que convirtió 12 goles, siendo uno de los símbolos del club.
Después de lograr el ascenso con Patronato, pasó a Atlético Venezuela.
Luego de su paso por Venezuela, llegó a Instituto de Córdoba donde anotó 4 goles en 21 partidos disputados. Más tarde jugó en Central Córdoba de Santiago del Estero, donde consiguió dos ascensos en forma consecutiva: a la Primera B Nacional en 2018 y a la Superliga Argentina en 2019.
Después de un paso fugaz por All Boys, Jara vuelve a su ciudad natal para disputar la Liga Concordiense con Colegiales, club en el que ya había jugado desde 2006 hasta 2008.

## Clubes
| Club                     | País      | Año       |
| ------------------------ | --------- | --------- |
| Sportivo Las Heras       | Argentina | 2004-2006 |
| Colegiales de Concordia  | Argentina | 2006-2008 |
| Patronato de Paraná      | Argentina | 2008-2011 |
| Unión de Santa Fe        | Argentina | 2012-2013 |
| Atlético Tucumán         | Argentina | 2014      |
| Patronato de Paraná      | Argentina | 2015      |
| Atlético Venezuela       | Venezuela | 2016      |
| Instituto de Córdoba     | Argentina | 2016-2017 |
| Central Córdoba (SdE)    | Argentina | 2017-2019 |
| All Boys                 | Argentina | 2019      |
| Colegiales de Concordia  | Argentina | 2019      |
| Gimnasia y Esgrima (CdU) | Argentina | 2020      |
| Racing de Córdoba        | Argentina | 2021-2022 |
| Ben Hur de Rafaela       | Argentina | 2022      |
| Sport Club Cañadense     | Argentina | 2023      |
| Cultural Aranguren       | Argentina | 2024-Act. |

### Estadísticas
- Actualizado al 15 de enero de 2023

| Club                            | Div.                | Temporada           | Liga | Liga | Copa Nacional | Copa Nacional | Copa Internacional | Copa Internacional | Total | Total |
| Club                            | Div.                | Temporada           | PJ   | G    | PJ            | G             | PJ                 | G                  | PJ    | G     |
| ------------------------------- | ------------------- | ------------------- | ---- | ---- | ------------- | ------------- | ------------------ | ------------------ | ----- | ----- |
| Sportivo Las Heras Argentina    |                     |                     |      |      |               |               |                    |                    |       |       |
| 4.ª                             | 2003/04             | 2                   | 1    | -    | -             | -             | -                  | 2                  | 1     |       |
| Total                           | Total               | 2                   | 1    | -    | -             | -             | -                  | 2                  | 1     |       |
| Colegiales (C) Argentina        |                     |                     |      |      |               |               |                    |                    |       |       |
| 5.ª                             | 2007                | 18                  | 23   | -    | -             | -             | -                  | 18                 | 23    |       |
| 4.ª                             | 2007/08             | 36                  | 23   | -    | -             | -             | -                  | 36                 | 23    |       |
| Total                           | Total               | 54                  | 46   | -    | -             | -             | -                  | 54                 | 46    |       |
| Patronato Argentina             |                     |                     |      |      |               |               |                    |                    |       |       |
| 3.ª                             | 2008/09             | 27                  | 13   | -    | -             | -             | -                  | 27                 | 13    |       |
| 3.ª                             | 2009/10             | 38                  | 27   | -    | -             | -             | -                  | 38                 | 27    |       |
| 2.ª                             | 2010/11             | 33                  | 14   | -    | -             | -             | -                  | 33                 | 14    |       |
| 2.ª                             | 2011/12             | 18                  | 6    | 0    | 0             | -             | -                  | 18                 | 6     |       |
| 2.ª                             | 2015                | 36                  | 12   | 0    | 0             | -             | -                  | 36                 | 12    |       |
| Total                           | Total               | 152                 | 72   | 0    | 0             | -             | -                  | 152                | 72    |       |
| Unión Argentina                 |                     |                     |      |      |               |               |                    |                    |       |       |
| 1.ª                             | 2011/12             | 17                  | 4    | -    | -             | -             | -                  | 17                 | 4     |       |
| 1.ª                             | 2012/13             | 19                  | 3    | 0    | 0             | -             | -                  | 19                 | 3     |       |
| 2.ª                             | 2013/14             | 13                  | 2    | -    | -             | -             | -                  | 13                 | 2     |       |
| Total                           | Total               | 49                  | 9    | 0    | 0             | -             | -                  | 49                 | 9     |       |
| Atlético Tucumán Argentina      |                     |                     |      |      |               |               |                    |                    |       |       |
| 2.ª                             | 2013/14             | 16                  | 3    | -    | -             | -             | -                  | 16                 | 3     |       |
| 2.ª                             | 2014                | 9                   | 3    | -    | -             | -             | -                  | 9                  | 3     |       |
| Total                           | Total               | 25                  | 6    | -    | -             | -             | -                  | 25                 | 6     |       |
| Atlético Venezuela · Venezuela  |                     |                     |      |      |               |               |                    |                    |       |       |
| 1.ª                             | 2016                | 14                  | 4    | -    | -             | -             | -                  | 14                 | 4     |       |
| Total                           | Total               | 14                  | 4    | -    | -             | -             | -                  | 14                 | 4     |       |
| Instituto Argentina             |                     |                     |      |      |               |               |                    |                    |       |       |
| 2.ª                             | 2016/17             | 20                  | 4    | 1    | 0             | -             | -                  | 21                 | 4     |       |
| Total                           | Total               | 20                  | 4    | 1    | 0             | -             | -                  | 21                 | 4     |       |
| Central Córdoba (SdE) Argentina |                     |                     |      |      |               |               |                    |                    |       |       |
| 3.ª                             | 2017/18             | 14                  | 13   | 1    | 0             | -             | -                  | 15                 | 13    |       |
| 2.ª                             | 2018/19             | 21                  | 6    | 2    | 0             | -             | -                  | 23                 | 5     |       |
| Total                           | Total               | 35                  | 19   | 3    | 0             | -             | -                  | 38                 | 18    |       |
| All Boys Argentina              |                     |                     |      |      |               |               |                    |                    |       |       |
| 2.ª                             | 2019/20             | 4                   | 0    | 1    | 0             | -             | -                  | 5                  | 0     |       |
| Total                           | Total               | 4                   | 0    | 1    | 0             | -             | -                  | 5                  | 0     |       |
| Gimnasia (CdU) Argentina        |                     |                     |      |      |               |               |                    |                    |       |       |
| 3.ª                             | 2019/20             | 8                   | 2    | -    | -             | -             | -                  | 8                  | 2     |       |
| Total                           | Total               | 8                   | 2    | -    | -             | -             | -                  | 8                  | 2     |       |
| Racing (C) Argentina            |                     |                     |      |      |               |               |                    |                    |       |       |
| 4.ª                             | 2020/21             | 6                   | 4    | -    | -             | -             | -                  | 6                  | 4     |       |
| 3.ª                             | 2021                | 22                  | 10   | -    | -             | -             | -                  | 22                 | 10    |       |
| 3.ª                             | 2022                | 16                  | 4    | 0    | 0             | -             | -                  | 16                 | 4     |       |
| Total                           | Total               | 44                  | 18   | 0    | 0             | -             | -                  | 44                 | 18    |       |
| Ben Hur Argentina               |                     |                     |      |      |               |               |                    |                    |       |       |
| 4.ª                             | 2022/23             | 9                   | 5    | -    | -             | -             | -                  | 9                  | 5     |       |
| Total                           | Total               | 9                   | 5    | -    | -             | -             | -                  | 9                  | 5     |       |
| Total en su carrera             | Total en su carrera | Total en su carrera | 416  | 186  | 5             | 0             | -                  | -                  | 421   | 186   |

## Palmarés

### Campeonatos nacionales
| Título             | Club                  | País      | Año  |
| ------------------ | --------------------- | --------- | ---- |
| Torneo Argentino A | Patronato de Paraná   | Argentina | 2010 |
| Torneo Federal A   | Central Córdoba (SdE) | Argentina | 2018 |

### Otros logros
| Título                        | Club                    | País      | Año  |
| ----------------------------- | ----------------------- | --------- | ---- |
| Ascenso al Argentino B        | Colegiales de Concordia | Argentina | 2007 |
| Ascenso a Primera División    | Patronato de Paraná     | Argentina | 2015 |
| Ascenso a Primera División    | Central Córdoba (SdE)   | Argentina | 2019 |
| Ascenso al Federal A          | Racing de Córdoba       | Argentina | 2021 |
| Ascenso a la Primera Nacional | Racing de Córdoba       | Argentina | 2022 |

### Distinciones individuales
| Distinción                                 | Año  |
| ------------------------------------------ | ---- |
| Goleador del Torneo Argentino A (27 goles) | 2010 |